# Magnolia coriacea
Magnolia coriacea är en magnoliaväxtart som först beskrevs av Hung T.Chang och Bao Liang Chen, och fick sitt nu gällande namn av Richard B. Figlar. Magnolia coriacea ingår i släktet Magnolia och familjen magnoliaväxter. Inga underarter finns listade i Catalogue of Life.